# Ylempi Akujärvi
Ylempi Akujärvi och Alempi Akujärvi, eller Akujärvi är en sjö i Finland. Den ligger i kommunen Enare i landskapet Lappland, i den norra delen av landet, 900 km norr om huvudstaden Helsingfors. Ylempi Akujärvi ligger 120,7 meter över havet. Arean är 65,1 hektar och strandlinjen är 4,17 kilometer lång. Sjön  ingår i Pasvik älvs huvudavrinningsområde. 